# Place Saint-Bruno
La place Saint-Bruno est une place publique de la commune française de Grenoble, dans le département français de l'Isère, en région Auvergne-Rhône-Alpes. 

## Situation et accès
Cette place, située au cœur du quartier Chorier-Berriat, est également très proche de la gare de Grenoble. Elle accueille un marché de plein air ouvert toute l'année du mardi au dimanche.
En partant du nord, et dans le sens des aiguilles d'une montre, la place Saint-Bruno donne accès aux voies suivantes, selon les références toponymiques fournies par le site géoportail de l'Institut géographique national:
- Nord : rue de la Nursery / rue Edgar-Quinet (reliant la place au cours Berriat)
- Nord-est : rue Michelet
- Sud : rue Nicolas-Chorier
- Sud-ouest : rue de l'Abbé Grégoire
- Ouest : rue Gérin / rue Marx-Dormoy

La place, située dans le quartier Chorier-Berriat, à proximité du cours Berriat, de la rue Nicolas-Chorier, principaux axes routiers du quartier, est accessible aux piétons, cyclistes ou automobilistes depuis n'importe quel point de la ville et de l'agglomération.

### Transports publics
La place est directement desservie par les lignes A et B du réseau de tramway de l'agglomération grenobloise, la station la plus proche se dénommant Saint-Bruno. La ligne Proximo n°12 qui relie Eybens à Saint-Martin d'Hères dessert la place Saint-Bruno au niveau d'un arrêt du même nom mais situé à l'arrière de l'église. la gare ferroviaire de Grenoble est située à proximité de la place.

## Description
La place est de forme rectangulaire, en grande partie occupée par un parking municipal gratuit (lequel fait place toute l'année, excepté le lundi, à un marché matinal) et d'un jardin public comprenant des jeux pour enfants, dont une structure ludique en bois et acier (la Dragonne) issu du budget participatif mis en place par la mairie écologiste sortie des urnes en 2014. Elle offre la particularité d'être bordée par l'église qui lui a donné son nom.
Le marché Saint-Bruno attire beaucoup de monde tous les matins (sauf le lundi). Située à moins de trois stations de tramway du centre-ville de Grenoble, ce lieu, très cosmopolite, est bordé de nombreuses terrasses de café et de restaurants d'habitués. Il est également proche du nouveau quartier Europole.

## Origine du nom

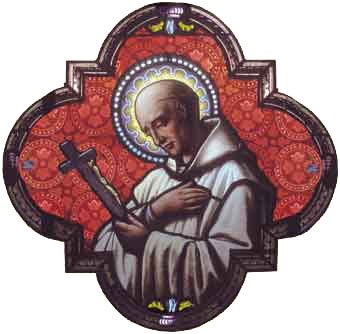
Saint-Bruno

La place Saint-Bruno est dédiée à Bruno de Cologne dit Bruno le Chartreux, saint catholique, fondateur de l'ordre des Chartreux ainsi que du monastère de la Grande Chartreuse, situé à quelques kilomètres au nord de Grenoble dans le massif du même nom.

## Historique

### Création
Cette place a été ouverte en 1868 avec un marché couvert. Elle a reçu le nom de place Saint-Bruno le 31 juillet 1883. Considéré historiquement comme le centre d'un des premiers quartiers ouvriers de Grenoble durant la Seconde révolution industrielle, la place s'est progressivement entourée d'immeubles de dimensions plus ou moins modestes, accueillant essentiellement des populations aux revenus modestes.

### Fusillade de juin 2020
Une fusillade s'y est déroulée avant la fin d'après-midi du 27 juin 2020, alors que les terrasses des bars étaient pleines et que de nombreux enfants jouaient mais sans qu'elle ne fasse aucune victime constatée. La police a ouvert une enquête.
Deux personnes sont blessées par une fusillade, le 17 août 2021.

### Opération de police d'août 2023
Durant la dernière semaine d'août 2023, une opération de police est menée au sein du quartier Saint-Bruno de Grenoble, alors que la ville a connu une nouvelle série de règlements de comptes pendant la période estivale. De nombreux problèmes de sécurité récurrents ont été constatés dans le secteur immédiat de la place Saint-Bruno, notamment lié au trafic de stupéfiants mais également au trafic d'armes.

## Bâtiments remarquables et lieux de mémoire

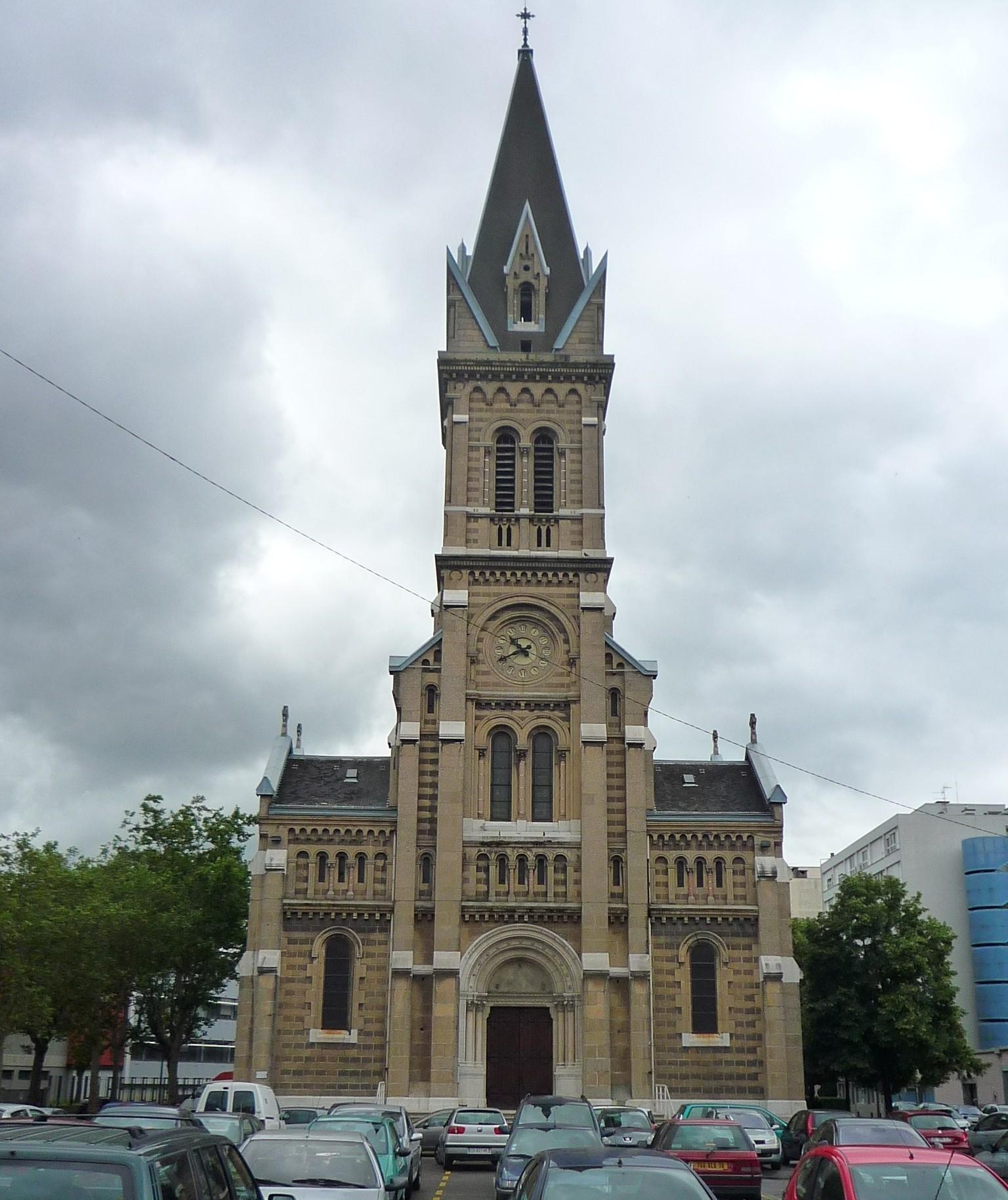
L'église Saint-Bruno.

- No 8 : entrée de la bibliothèque municipale Saint-Bruno qui est également un lieu d'expositions et de rencontres[9].
- No 12 : bureau de La Poste
- No 98 : église Saint-Bruno. Ce lieu de culte dont le clocher domine la place de ses 67 mètres de hauteur est de style néo-roman. L'édifice de rite catholique présente une façade à première vue en pierre de taille qui sont en fait de la pierre factice de ciment moulé[10].